# وابستگی به دارو
وابستگی دارویی یا وابستگی به دارو وضعیتی فیزیکی-روانی است که در آن، عملکرد افراد، وابسته به مصرف مجدد و ضروری یک مادهٔ سایکو اکتیو است. اعتیاد به مواد مخدر، یک مفهوم متمایز از وابستگی به دارو است.
طبقه‌بندی بین‌المللی بیماری‌ها وابستگی دارویی را به‌عنوان یک بیماری روانی و نابهنجاری در نظر می‌گیرد. دی‌اس‌ام-۵ (منتشر شده در ۲۰۱۳)، سوءمصرف مواد و وابستگی به دارو را در دستهٔ اختلالات سوءمصرف مواد ادغام کرده‌است.

## تَرک
قطع مصرف داروهای سایکواکتیو و مواد مخدر، باعث ایجاد حالت ناخوشایندی می‌شود که از طریق تقویت منفی، مصرف مداوم آن را ترویج می‌کند. برای مثال، دارو توسط فرد وابسته برای فرار یا جلوگیری از تجربهٔ مجدد حالت ناخوشایند قطع مصرف استفاده می‌شود. حالت ترک ممکن است شامل علائم جسمی (وابستگی جسمانی)، علائم هیجانی- انگیزشی (وابستگی روانی) یا هر دو باشد. عدم تعادل شیمیایی و هورمونی ممکن است در صورت عدم استفادهٔ مجدد از یک دارو ایجاد شود. استرس روانی نیز ممکن است در صورت عدم استفادهٔ مجدد از یک ماده ایجاد شود.
نوزادان همچنین از ترک دارو و مواد، معروف به سندرم پرهیز نوزادی (NAS) رنج می‌برند، که می‌تواند اثرات شدید و تهدیدکنندهٔ زندگی داشته باشد. اعتیاد به مواد مخدر یا الکل در مادران باردار نه تنها باعث ایجاد NAS در نوزاد می‌شود، بلکه مجموعه‌ای از مسائل دیگر را نیز به همراه دارد که می‌تواند به‌طور مداوم، زندگی آیندهٔ نوزاد را تحت تأثیر قرار دهد.

### پتانسیل وابستگی
درسال ‍۱۴۰۳ نوع جدیدی از وابستگی به دارو در شهری در ایران کشف شد، سجاد ۲۳ ساله در پی تنش های زندگی رو به مصرف شدید قرص دموکو آورده بود و به شدت درگیر شده بود. از عوارض دموکو میتوان به افزایش پتانسل گروه خونی OB+ اشاره کرد.  بلافاصله پس از فاش شدن اعتیاد آور بودن دموکو این قرص ممنوع شد.
در مورد درمان عوارض استفاده طولانی مدت از دموکو هنوز بررسی های لازم انجام نشده و سجاد هم هنوز شدیدن درگیر مصرف این ماده خطرناک میباشد.
پتانسیل وابستگی یک دارو از دارویی به داروی دیگر و از فردی به فرد دیگر متفاوت است. دُز مصرف، فاصله و تعداد دفعات مصرف، فارماکوکینتیک یک مادهٔ خاص، نحوهٔ مصرف و مدت مصرف، عوامل مهمی برای ایجاد وابستگی به دارو هستند.
مقاله‌ای منتشرشده در نشریهٔ لنست مقایسه‌ای در مورد میزان آسیب و وابستگی به ۲۰ ماده، وابستگی جسمی، وابستگی روانی و لذت ایجاد شده انجام داده‌است که خلاصه‌ای از نتایج در نمودار زیر قابل مشاهده است.
| دارو          | میانگین نتایج | لذت | وابستگی روانی | وابستگی جسمی |
| ------------- | ------------- | --- | ------------- | ------------ |
| هروئین        | ۳٫۰۰          | ۳٫۰ | ۳٫۰           | ۳٫۰          |
| کوکائین       | ۲٫۳۹          | ۳٫۰ | ۲٫۸           | ۱٫۳          |
| تنباکو        | ۲٫۲۱          | ۲٫۳ | ۲٫۶           | ۱٫۸          |
| باربیتورات‌ها  | ۲٫۰۱          | ۲٫۰ | ۲٫۲           | ۱٫۸          |
| الکل          | ۱٫۹۳          | ۲٫۳ | ۱٫۹           | ۱٫۶          |
| بنزودیازپین‌ها | ۱٫۸۳          | ۱٫۷ | ۲٫۱           | ۱٫۸          |
| آمفتامین      | ۱٫۶۷          | ۲٫۰ | ۱٫۹           | ۱٫۱          |
| حشیش          | ۱٫۵۱          | ۱٫۹ | ۱٫۷           | ۰٫۸          |
| اکستازی       | ۱٫۱۳          | ۱٫۵ | ۱٫۲           | ۰٫۷          |

## جامعه و فرهنگ

### جمعیت‌شناسی
در سطح بین‌المللی، ایالات متحده و کشورهای اروپای شرقی کشورهایی هستند که بیشترین میزان اختلال سوءمصرف مواد (۵ تا ۶ درصد) را دارند. قاره‌های آفریقا، آسیا و خاورمیانه دارای کشورهایی با کمترین میزان وقوع این عارضه در جهان (۱–۲ درصد) هستند. در سراسر جهان، بیشتر مبتلایان، مردان بیکاری هستند که در دههٔ بیستم زندگی خود هستند.
| نژاد/قومیت                      | میزان وابستگی/سوءمصرف |
| ------------------------------- | --------------------- |
| آسیایی                          | ۴٫۶                   |
| سیاه‌پوست                        | ۷٫۴                   |
| سفیدپوست                        | ۸٫۴                   |
| اسپانیایی زبان                  | ۸٫۶                   |
| نژاد مختلط                      | ۱۰٫۹                  |
| بومی هاوایی/ جزایر اقیانوس آرام | ۱۱٫۳                  |
| سرخ‌پوست / بومی آلاسکا           | ۱۴٫۹                  |

هنگام بررسی جمعیت بر اساس جنسیت در سنین ۱۲ سال و بالاتر، مشاهده شد که میزان وابستگی مردان به داروها بیشتر از زنان است. با این‌حال، تفاوت در نرخ‌ها تا بعد از ۱۷ سالگی آشکار نیست. وابستگی به مواد مخدر و الکل گزارش می‌دهد که افراد مسن از مواد مخدر از جمله الکل به میزان ۱۵ تا ۲۰ درصد سوءمصرف می‌کنند. برآورد می‌شود که ۵۲ میلیون آمریکایی بالای ۱۲ سال، یک ماده را سوءمصرف کرده‌اند.
| سن               | مذکر | مؤنث |
| ---------------- | ---- | ---- |
| ۱۲ سال به بالا   | ۱۰٫۸ | ۵٫۸  |
| ۱۲–۱۷            | ۵٫۳  | ۵٫۲  |
| ۱۸ سال یا بالاتر | ۱۱٫۴ | ۵٫۸  |